# Akvaplaning
Akvaplaning eller dækslip forekommer når et køretøj på grund af vådt føre mister vejgrebet. Et vandlag mellem hjul og vej nedsætter friktionen, så bilen glider af sted nærmest som en slæde.
Fænomenet opstår typisk nedenfor en bakke i en dal med dårlig vandafledning. Kan dog også opstå mange andre steder, hvis der f.eks. falder regn hurtigere end det kan nå ned i en kloak.

## Årsager til akvaplaning
Motoren yder trækkraft gennem hjulene og dækkenes slidbane til at give en kontrolleret hastighed. Slidbanen giver også styring og nedbremsning ved at føreren kontrollerer vinklen på slidbanen i forhold til ligeudstillingen, samt gennem styringen af bremserne. Mønsteret på slidbanen er designet til at fjerne vand mellem slidbane og underlaget, hvilket giver en højere mulig traktion med overfladen – selv ved våde vejbaner. Således giver traktion mulighed for at hjulet kan rotere, samt til at yde rullemodstand, nedbremsning og styrekraft.
Køretøjer med hjul er designede til at fungere optimalt når der er traktion mellem det roterende hjul og vejens overflade. Enhver friktionsløs overflade kan tvinge et køretøj til at miste styring, hvis dækkene mister kontakten til vejen.
Køretøjet vil så miste bremse- og styrekraft til hjulene forårsaget af den mistede kontakt med vejen. Resultatet er et fuldstændigt tab af normal kontrol over køretøjet og det vil glide indtil det enten kolliderer med en genstand eller til friktionen er genopnået. Sandsynligheden for at akvaplaning opstår øges, hvis køretøjets er ubalanceret, dets moment er højt, kører med for lavt dæktryk, slidte dæk eller møder høj vandstand.
Akvaplaning er særligt farligt ved brug af cruise control, da den øgede reaktionstid og mangel på pedalføling kan forårsage en uvarslet acceleration. Problemet med systemet er, at det vil forsøge at accelerere mens køretøjet har ulige træk på hjulene. Dette kan få køretøjet til at dreje til siden med mindst træk. Det samme problem kan opstår, hvis føreren benytter enten speeder- eller bremsepedalen ved et ulige træk. Når bilen bremser vil den så dreje mod siden med bedst træk.
To- eller trehjulede køretøjer med runde profildæk (f.eks. cykler og motorcykler vil sjældent opleve akvaplaning på normal vej. Kontaktområdet med vejen er nærmest formet som en kano, der effektivt vil skubbe vandet væk. Hastigheder på over 300 km/t kan være nødvendige for at opnå akvaplaning på smalle, runde profildæk.

## Tab af vejgreb ved lavt vand
Akvaplaning opstår, når der er store mængder vand på vejbanen. Men selv små mængder vand på vejen kan få en bil til at miste styringen. Denne er dog anderledes end ved akvaplaning.
Dækkene bibeholder trækkraft på vejen ved hjælp af en særlig friktionsmekanisme, hvor dækkets gummi bliver presset ned i små uregelmæssigheder i vejoverfladen. Når en vej bliver lidt våd vil vandet fylde disse uregelmæssigheder op – dog uden at flyde over. Når den lille dækdel, der er i kontakt med vejen, ruller over vil der blive lukket af over uregelmæssighederne. Vand kan i sin natur ikke blive komprimeret særligt godt, så hver uregelmæssighed vil forhindre dækket i at lukke helt af, hvilket kan medføre tab i trækkraft og forårsage et mindre tab (dog ikke nødvendigvis totalt) af kontrol over køretøjet.